# Willy Teirlinck
Willy Teirlinck (* Teralfene, 10 de agosto de 1948). Foi um ciclista belga, profissional entre 1970 e 1986, cujos maiores sucessos desportivos conseguiu-os no Tour de France onde obteve 5 vitórias de etapa, na Volta a Espanha onde conseguiria 2 vitórias de etapa e no Campeonato da Bélgica de Ciclismo em Estrada ao conseguir a vitória na edição de 1975.

## Palmarés
| 1970 - 1 etapa do Tour da Argélia 1971 - De Kustpijl Heist - 3 etapas da Étoile des Espoirs 1972 - 3 etapas no Tour de France mais classificação dos esprints intermediários - 1 etapa do Tour do Nord 1973 - 1 etapa no Tour de France - 1 etapa da Étoile des Espoirs 1974 - G.P. de Denain - G. P. de Fourmies - Stadsprijs Geraardsbergen - 1 etapa da Étoile des Espoirs - 1 etapa do Tour de Luxemburgo 1975 - Campeão da Bélgica de ciclismo de estrada - 1 etapa do Tour de l'Oise 1976 - 1 etapa no Tour de France - G.P. Pino Cerami - 2 etapas do Tour de l'Aude - 3º no Campeonato da Bélgica de Ciclismo em Estrada | 1977 - Tour de l'Oise, mais 1 etapa - 1 etapa do Tour de l'Aude - 1 etapa da Étoile des Espoirs 1978 - 2 etapas na Volta a Espanha - Tour de l'Oise - 2º no Campeonato da Bélgica de Ciclismo em Estrada 1979 - 2 etapas da Volta a Aragón - Classificação dos sprints intermediários do Tour de France 1980 - 1 etapa da Paris-Bourges - 1 etapa da Volta à Alemanha 1982 - Circuito de la Fronteira 1984 - Ache-Ingooigem |

## Resultados nas grandes voltas
| Carreira           | 1970 | 1971 | 1972 | 1973 | 1974 | 1975 | 1976 | 1977 | 1978 | 1979 | 1980 | 1981 | 1982 | 1983 | 1984 | 1985 | 1986 |
| ------------------ | ---- | ---- | ---- | ---- | ---- | ---- | ---- | ---- | ---- | ---- | ---- | ---- | ---- | ---- | ---- | ---- | ---- |
| Giro d'Italia      | -    | -    | -    | -    | -    | -    | -    | -    | -    | -    | -    | -    | -    | -    | -    | -    | -    |
| Tour de France     | -    | 74º  | 66º  | 60º  | 65º  | 45º  | 67º  | Ab.  | 38º  | 56º  | -    | 111º | -    | -    | -    | -    | -    |
| Volta a Espanha    | -    | -    | -    | -    | -    | -    | -    | -    | 25º  | -    | -    | -    | -    | -    | -    | -    | -    |
| Mundial em Estrada | -    | -    | -    | -    | -    | -    | -    | -    | -    | -    | -    | -    | -    | -    | -    | -    | -    |